# Kenny Clare
Kenneth "Kenny" Clare (8. juni 1929 i London, England – 21. december 1984) var en engelsk jazztrommeslager.
Clare begyndte at spille trommer som teenager, og kom i 1949 med i Oscar Rabins populære radio-danseband. I 1954 begyndte Clare at spille med Jack Parnells band for senere at spille med Johnny Dankworth orkester. Han spillede med Dankworth indtil begyndelsen af 1960'erne, hvor han gik sammen med Ted Heath. I denne periode indspillede han også med et band, som han ledte sammen med en anden trommeslager, Ronnie Stephenson. Senere i 1960'erne blev han medlem af Clarke-Boland Big Band. 
Clare spillede og akkompagnerede både jazz- men også popmusikere som feks Tom Jones, som han ofte turnere sammen med. Han var studiemusiker , og spillede også en årrække med Clark-Boland big band, som en overgang samarbejdede med Dizzy Gillespie. Kenny Clare spillede også med den engelske big band leder Ted Heath. Han akkompagnerede også Ella Fitzgerald, Tony Bennett, Joe Pass og Cleo Laine.
Clare arbejdede også som sessionmusiker for engelsk Tv og film.